# دوبراوا (کنیچ)
دوبراوا (به صربی: Dubrava) یک منطقهٔ مسکونی در صربستان است که در کنیچ واقع شده‌است.